# San Justo (Villaviciosa)
San Justo (en asturiano: San Xusto y oficialmente San Justo/San Xusto) es una parroquia española del concejo de Villaviciosa, en Asturias. Cuenta con una población de 390 habitantes (INE, 2020).

## Localidades
La parroquia está formada por las siguientes poblaciones:
- Cadamancio (Camanciu), barrio
- Caés, aldea
- La Carrera, casería
- Contriz (casería)
- Cueto (El Cuetu), barrio
- Fumerín (El Fumerín), casería
- La Obra, barrio
- El Pedroso (El Pedrosu), casería
- San Justo, barrio
- Santiago, barrio
- Sariego (Sariegumuertu), aldea
- Vallina (La Vallina), barrio
- Villanueva, casería

## Demografía
| Gráfica de evolución demográfica de San Justo entre 2000 y 2020    |
|                                                                    |
| Población de derecho (2000-2020) según el padrón municipal del INE |